# Bufag
Die Butenuth Fahrzeugwerke AG, abgekürzt Bufag, war ein deutsches Unternehmen zur Herstellung von Automobilen, das nur kurzfristig zwischen 1922 und 1923 in Hannover existierte.

## Beschreibung
Seine Gründer waren der 25-jährige Maschinenbau-Student Hellmuth Butenuth aus Dortmund sowie die Konstrukteure Karl Pollich und Fidelis Böhler.
Gebaut werden sollte ein Dreiradfahrzeug mit zwei hintereinander angeordneten Sitzplätzen (Tandemsitzer). Die beiden Vorderräder des Wagens waren gelenkt und das einzelne Hinterrad wurde von einem 250 cm³–Zweitakt-Motorradmotor angetrieben. Eine andere Quelle gibt an, dass zwei verschiedene luftgekühlte Motoren zur Verfügung standen. Eines war ein Einzylinder-Zweitaktmotor mit 200 cm³ Hubraum und 2,5 PS Leistung und der andere ein Einzylinder-Viertaktmotor mit 350 cm³ Hubraum und 5 PS Leistung.
Das Fahrgestell trug eine Sperrholz-Karosserie in strömungsgünstiger Tropfenform. Das kleine Auto war auch bei verschiedenen Rennen erfolgreich.
Der Wagen war im Februar 1923 auf der Automobil-Ausstellung in Berlin ausgestellt. Es wurden rund 100 dieser Fahrzeuge hergestellt; zu einer weiteren Serienfertigung kam es indes nicht, weil die Bufag von der Hanomag aufgekauft wurde und Butenuth mit seinen beiden Kollegen Pollich und Böhler am 1. August 1924 dorthin wechselte, um an der Fertigstellung des von ihnen entwickelten Hanomag Kommissbrot mitzuarbeiten.